# Prawa Grassmanna (optyka)
Prawa Grassmanna – podstawowe prawa kolorymetrii stworzone przez Hermanna Grassmanna, dotyczące addytywnego mieszania barw.

## Prawa
Pierwsze prawo (trójchromatyczności)Każda dowolnie wybrana barwa może być określona za pomocą trzech liniowo niezależnych barw.
Inaczej:
Każde cztery barwy są liniowo zależne, istnieją jednak trójki barw liniowo niezależnych.
Uwaga:
Twierdzenie odwrotne nie jest prawdziwe, tzn. z dowolnie wybranych trzech liniowo niezależnych barw nie da się utworzyć wszystkich barw.
Drugie prawo (ciągłości)
Stopniowa zmiana barwy jednego składnika w mieszaninie złożonej z dwóch barw powoduje stopniową zmianę barwy mieszanej.
Trzecie prawo (addytywności)
Barwa mieszaniny zależy jedynie od barw jej składników, a nie od ich składu widmowego.